# Synoeca surinama
Synoeca surinama är en getingart som först beskrevs av Carl von Linné 1767.  Synoeca surinama ingår i släktet Synoeca och familjen getingar. Inga underarter finns listade i Catalogue of Life.